# 扒村窑址
扒村窑址位于河南省禹州市城区北13公里的扒村（属浅井镇），有宋代墨瓷遗址之称。

## 简介
窑址属民间窑址，面积达75万平米，遗址呈长方形，东西长1500米，南北宽800米。创烧于唐，终于元，属磁州窑系，以烧白地黑花瓷为主，次为翠青地绘黑花，釉色有黑、白、三彩、加彩等。